# Ribnik vára (Lika)
Ribnik vára (horvátul: Stari grad Ribnik) egy várhely Horvátországban, Likában, a Gospić melletti Lički Ribnik területén.

## Fekvése
A vár a falu határának keleti részén, a Lika kanyarulata által körülölelt Crikvina nevű szigetszerű területen állt. 

## Története
Likának ez a része ahova Ribnik is tartozik a középkorban a Mogorović család birtoka volt. Birtokaik túlnyomórészt ennek a területnek a nyugati és középső részét foglalták magukban. Ribnik már ekkor is ugyanott feküdt ahol ma, a Lika folyó kanyarulatában, így három oldalról is védte a folyó. A település központjában a folyó partján a régi plébániatemplom állt északi oldalról egy a folyó által jól védett kis sziget előtt. Ezen a szigeten építette fel a Mogorović család itteni várát, melyet 1439-ben említenek először. A várat a 15. század második felében a Frangepánok megerősítették. A várat és vele a települést 1527-ben szállta meg a török. 1551-ben martalócokat, török szolgálatában álló keresztény zsoldosokat telepítettek ide a határ őrizetére. Ribnik vára török szandzsák központja, a likai bég székhelye lett. 1584-ben károlyvárosi és zenggi végvári vitézek megrohanták és lerombolták a várat, de a török újjáépítette. 1620-ban Ribnik várának mintegy ötven fős helyőrsége volt, a vár előtti településen pedig mintegy száz ház állt. 1689. június 15-én Stojan Janković végvári katonaságból és felkelőkből álló serege visszafoglalta Novi várát, majd a közeli Bilaj és Ribnik is újra horvát kézre került. A visszafoglalás után 1691-ben romként említik, ebből az időből ismerjük alaprajzát is. Hollenstein császári hadmérnök készítette.

## A vár mai állapota
A bécsi hadilevéltárban őrzött rajz alapján, a vár alakja négyszögletes volt, egy lakótoronnyal az egyik sarkában. A Lika kanyarulatán át egy hídon lehetett a vár bejáratához jutni. A vár négyszögletes, bokrokkal sűrűn benőtt maradványai a Lika folyó kanyarulatában elhelyezkedő, félszigetszerű földnyelv közepén találhatók. A felszínen falmaradványok nem láthatók, de nyoma sincs a folyót összekötő ároknak, s az árkot védő falnak sem. Az árkot az intenzív földművelés miatt, a terület hasznosítása érdekében, teljesen feltöltötték.